# Georg Kuphaldt

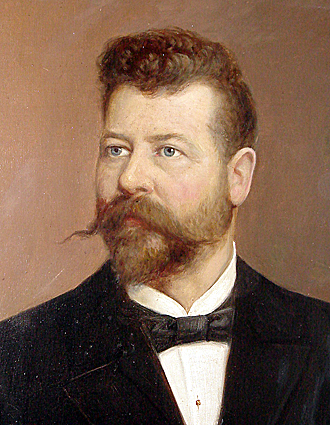
Retrato de Kuphaldt.

Georg Friedrich Ferdinand Kuphaldt (Plön, 6 de junio de 1853 - Berlín, 14 de abril de 1938) fue un arquitecto del paisaje y dendrólogo alemán famoso de la época guillermina cuyos trabajos se desarrollaron sobre todo en el Imperio ruso antes de 1914.

## Biografía
Kuphaldt nació en la familia de un profesor de instituto de la pequeña ciudad de Plön, en aquel entonces parte del Reino de Dinamarca, el 6 de junio de 1853. Tras pasar su Abitur, estudió el arte paisajista durante dos años en el parque del castillo de Eutin, más tarde en el instituto de pomología de Reutlingen y el parque zoológico de Colonia y finalmente en la escuela real de arte paisajista de Potsdam. Tras graduarse fue nombrado jardinero en jefe del distrito de Prignitz Oriental-Ruppin de la provincia de Brandeburgo.
A los 27 años es designado director de los jardines de la ciudad de Riga, entonces capital de la gobernación de Livonia en el Imperio ruso. Durante treinta y cuatro años diseñará y dispondrá los nuevos espacios verdes de la ciudad y de la provincia, cuyas estructuras subsisten hasta el día de hoy. Aumentó notablemente el tamaño del jardín público más antiguo de Riga, el jardín de Vērmanes en 1881. Creó la mayor parte de los espacios verdes de la ciudad y se convirtió en uno de los paisajistas más preciados de la corte de San Petersburgo, así como entre la aristocracia rusa y la nobleza alemana del Báltico. Diseña asimismo para concurso el jardín con fuente situado frente a la fachada del Palacio de Invierno en 1895, por lo que es nombrado inspector de varios parques imperiales que rehabilita, como el parque de Oranienbaum o el de Nizhni Nóvgorod. Crea el parque imperial de Dagomýs cerca de Sochi. Rehabilitó igualmente el parque de Tsárskoye Seló, el parque del palacio de Kadriorg cercano a Tallin (el actual Tallin), la Explanada de Riga (1902), el parque de Arcadia (1909-1911) y una parte del cementerio del Bosque en la misma ciudad, así como el parque de Pärnu, entre otros.
El "rey del azúcar" Leopold Koenig le encomendó asimismo su parque de Sharovka, en la gobernación de Járkov, y su hijo, el profesor Aleksandr Koenig, su chateâu de Blücherhof en Mecklemburgo. Algunos parques que han llegado a nuestros días se hallan en los antiguos dominios señoriales del Báltico como el parque de Žagarė, el parque del palacio de Kehtna, el de Lohu, el de la mansión de Olustvere o la mansión de Visusti, el palacio de Polli o el del palacio de Oru cercano a Toila (1899-1901), perteneciente al magnate Grigori Yeliséyev, o el parque de Liepāja. Kuphaldt aclimataba a estas regiones nórdicas todo tipo de árboles, inclusive frutales. Publicó a este respecto Die Rationelle Obstau in den Nordwestlichen Provinzen des russisches Reiches: ein Handbuch der Obskultur für Gärtner und Gartenfreunde. Sus planificaciones se extendieron a Prusia Oriental, Wiesbaden, Heidelberg y Niza.
Contrajo matrimonio en Riga en 1884 con Marta Kroepsch, con quien tuvo cinco hijos (Dora, Erika, Ingeborg, Hermann y Hans). El estallido de la Primera Guerra Mundial puso fin a su carrera en Rusia. Fue acusado durante un tiempo de espionaje, a causa del telescopio que había instalado en su casa y por su pertenencia a la liga de la flota alemana. Fue arrestado durante casi cinco meses y finalmente expulsado.
En agosto de 1915 es nombrado inspector de los jardines de Berlín-Steglitz y designado, mientras duró la guerra, decano de la escuela de paisajismo de Dahlem. Antes de retirarse a los setenta años, Kuphaldt rehabilita la rosaleda de Steglitz y el parque de la Breitenbachplatz de Berlín. A partir de entonces se consagra a la escritura de obras sobra la materia, como Die Praxis der angewandten Dendrologie im Park und Garten, aparecido en 1927, y colabora en algunos proyectos dendrológicos en Berlín, donde fallecería el 14 de abril de 1938.